# A Debtor to the Law
A Debtor to the Law er en amerikansk stumfilm fra 1919. Filmen handler om forbryderen Henry Starr, der vil røve to banker. Hovedrollen spilles af Henry Starr selv.

## Medvirkende
- Henry Starr
- Paul Curry
- Patrick Sylvester McGeeney
- William Hackett